# 通道河
通道河，是中国长江流域的一条河流，汇入渠水，属于沅江水系。河长125千米，流域面积1574平方千米，多年平均流量34立方米每秒。自然落差1231米。水能理论蕴藏量2万千瓦。